# رينيه غوش
رينيه غوش (30 ديسمبر 1980 -) ممثلة، مخرجة وممثلة صوت لبنانية. مواليد في مصر

## فيلموغرافيا

### المسلسلات
- مسلسل شباب وبنات
- مسلسل اصابع من ذهب
- مسلسل ربيع الحب

### في الإخراج
- أحبينى

### أدوار الدبلجة
- ثانوية الاستخبارات
- حكاية لعبة 2 - باربي (النسخة العربية الفصحى)
- حكاية لعبة 3 - باربي (النسخة العربية الفصحى)
- كونغ فو شاولين - كيميكو
- يوسف الصديق - تاما
- أوكيه كيه او! فنلكن الأبطال - فينك

## وصلات خارجية
- رينيه غوش على موقع IMDb (الإنجليزية)
- رينيه غوش على موقع قاعدة بيانات الأفلام العربية